# Абсберг
Абсберг (нім. Absberg) — громада в Німеччині, розташована в землі Баварія. Підпорядковується адміністративному округу Середня Франконія. Входить до складу району Вайсенбург-Гунценгаузен. Складова частина об'єднання громад Гунценгаузен.
Площа — 18,99 км2. Населення становить 1392 ос. (станом на 31 грудня 2020).
Громада підрозділяється на 3 сільських округи. 

## Галерея

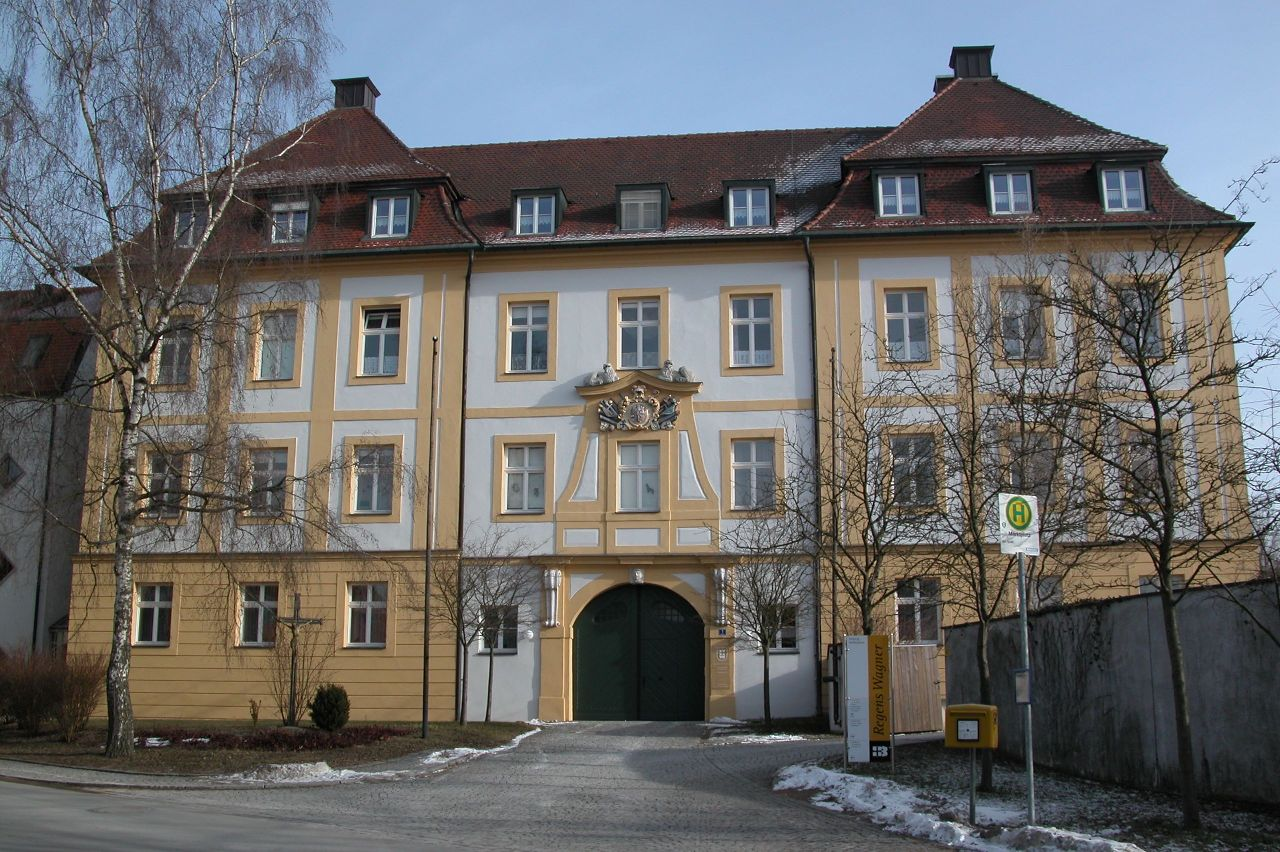
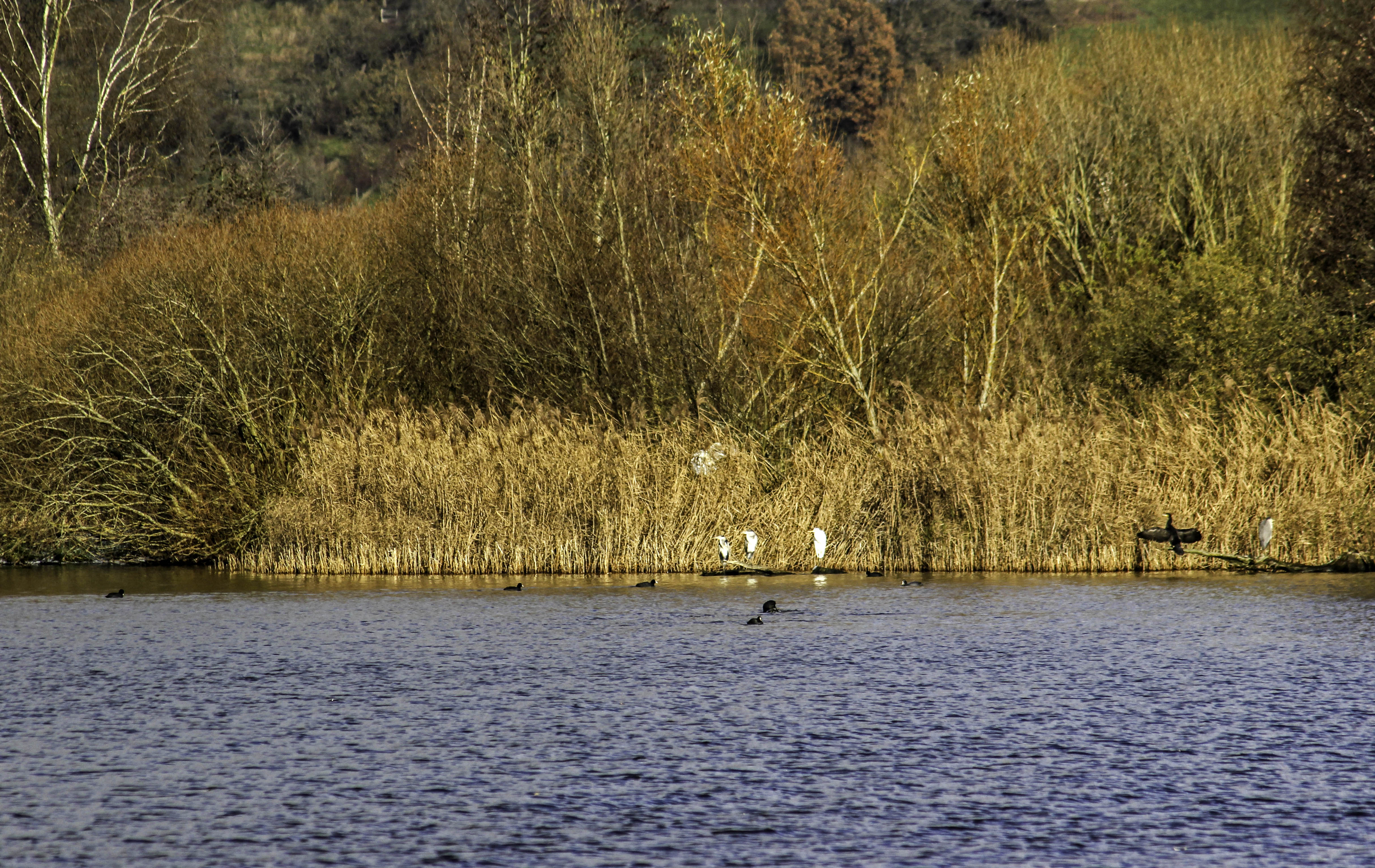
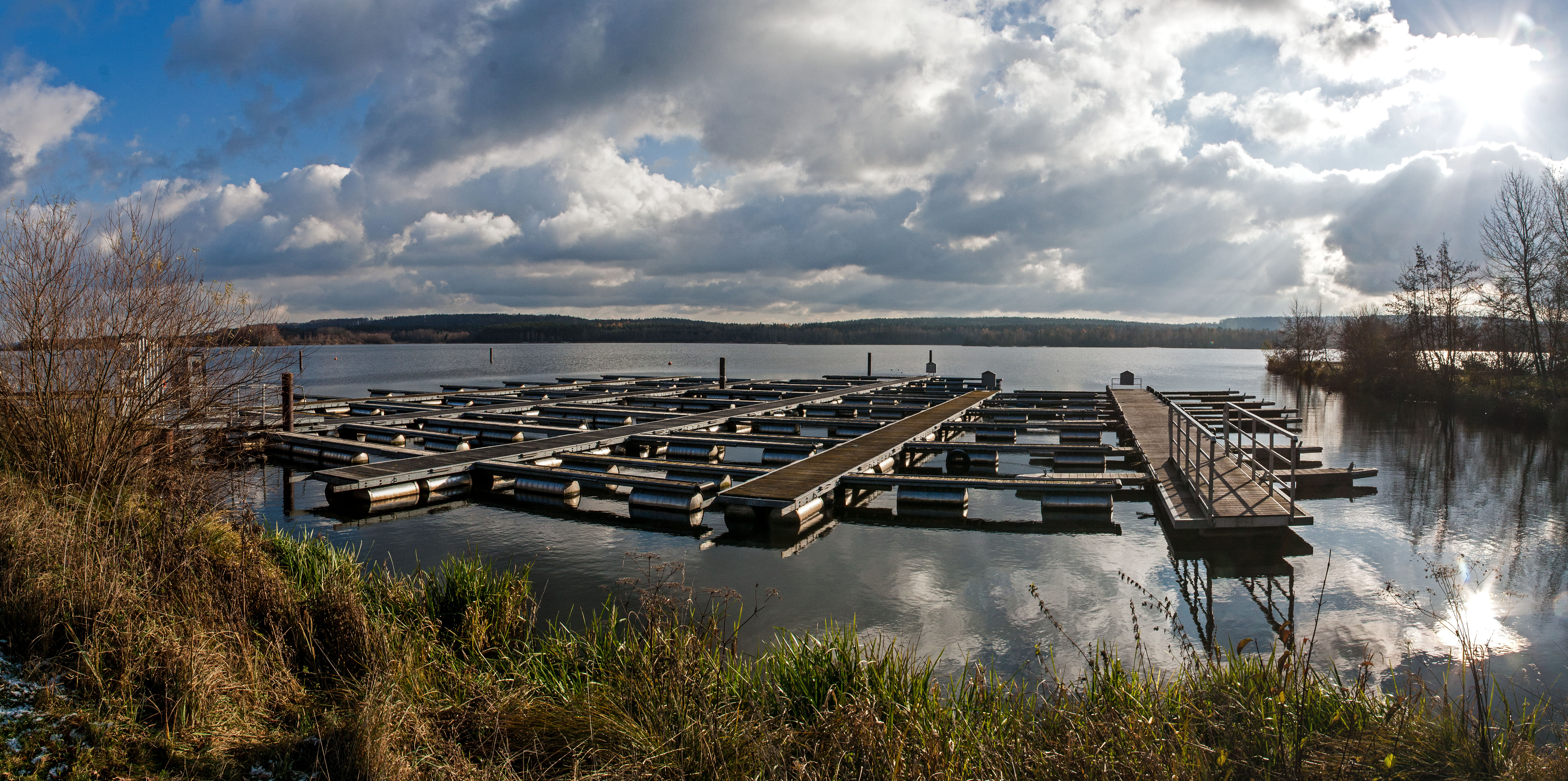